# 1146. grenadirski polk (Wehrmacht)
1146. grenadirski polk (izvirno nemško 1146. Grenadier-Regiment; kratica 1146. GR) je bil pehotni polk Heera v času druge svetovne vojne.

## Zgodovina
Polk je bil ustanovljen 10. septembra 1944 kot sestavni del 562. grenadirske divizije.